# Тилеманс, Тутс
Барон Жан-Батист Фредерик Изидор Тилеманс (фр. Jean-Baptiste Frédéric Isidore Thielemans), известный как Тутс Тилеманс (Toots Thielemans; 29 апреля 1922, Брюссель, Бельгия — 22 августа 2016, там же ) — бельгийский и американский исполнитель на губной гармонике, гитарист, мастер художественного свиста (англ. whistler). Крупнейший в XX веке исполнитель джаза на губной гармонике.

## Творческий путь
Свой путь в музыке начинал как гитарист. В 1949 году в Париже он принял участие в джем-сейшне вместе с Сидни Беше, Чарли Паркером, Майлзом Дэвисом, Максом Роучем. В 1949 и 1950 годах он участвовал в европейских турне Бенни Гудмена, осуществив в Париже свою первую запись вместе с товарищем по оркестру, саксофонистом Зутом Симсом. В 1951 году ездил в турне с бельгийским артистом Боббеяном Схупеном.
В 1952 году переехал в Соединённые Штаты, где работал с Чарли Паркером, Майлзом Дэвисом и Диной Вашингтон. На протяжении жизни он играл и записывался с музыкантами такого масштаба, как Элла Фицджеральд, Джако Пасториус, Пегги Ли, Куинси Джонс, Оскар Питерсон, Билл Эванс, Пол Саймон, Билли Джоэл, Аструд Жилберту, Элис Режина и другие.
Тутс Тильманс — автор джазового стандарта «Блюзетт», где он использовал «унисонное звучание свиста и гитары. Впервые записанная Тутсом в 1962 году с текстом Нормана Гимбела, песня снискала крупный успех сразу нескольким певцам по всему миру, и впоследствии была многократно перезаписана и переиздана автором в различных студийных и концертных исполнениях. Фирменную игру Тутса также можно услышать в музыке к фильмам Полуночный ковбой», «Жан де Флоретт», «Шугарлендский экспресс», «Якудза», «Турецкие наслаждения», «Побег», «Французский поцелуй», «Dunderklumpen» (также озвучивание одного из персонажей), «Том и Томас», а также во многих телепрограммах, например, «Улица Сезам». Его свист и гармошку можно услышать в рекламных роликах «Олд спайс», идущих в эфире многие годы.

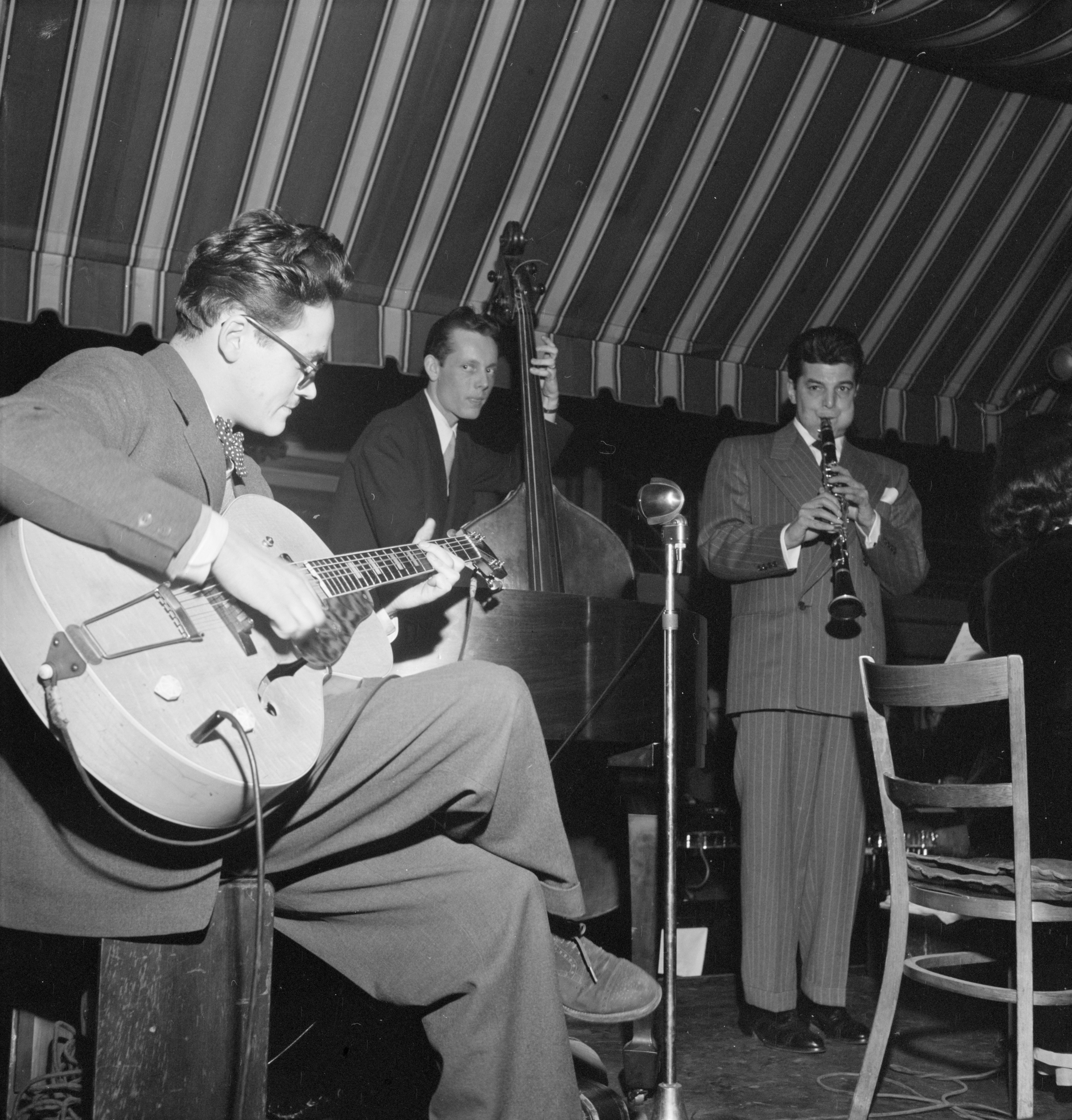
Тутс Тильманс (слева) и Джо Марсала (справа), 1947 год

В 1980-х годах выступал с бас-гитаристом, композитором и лидером группы Джако Пасториусом в различных составах от дуэта до «мини-биг-бэнда» в альбоме «Word of Mouth». В 1983 году участвовал в записи альбома Билли Джоэла «An Innocent Man»; его фирменная гармошка звучит в песне «Leave a Tender Moment Alone». Годом спустя, он появился в записи Джулиана Леннона «Too Late for Goodbyes» из альбома «Valotte». И «An Innocent Man», и «Valotte» были спродюсированы Филом Рамоном. В 1984 году он записался для альбома Билли Экстейна «I Am a Singer». В 1990-х Тильманс вступал в проекты, связанные с этнической музыкой. В 1998 году он выпустил альбом во французской эстетике под названием «Chez Toots» (игра слов: фр. «chez tous» -- "[в гостях] у всех" звучит идентично), включивший франкоязычную версию «The Windmills of Your Mind» в исполнении приглашённого вокалиста Джонни Матиса.
Тильманс был любим за скромность и лёгкость в поведении, называл себя «уличным парнем» на сленге.

## Тильманс и Леннон

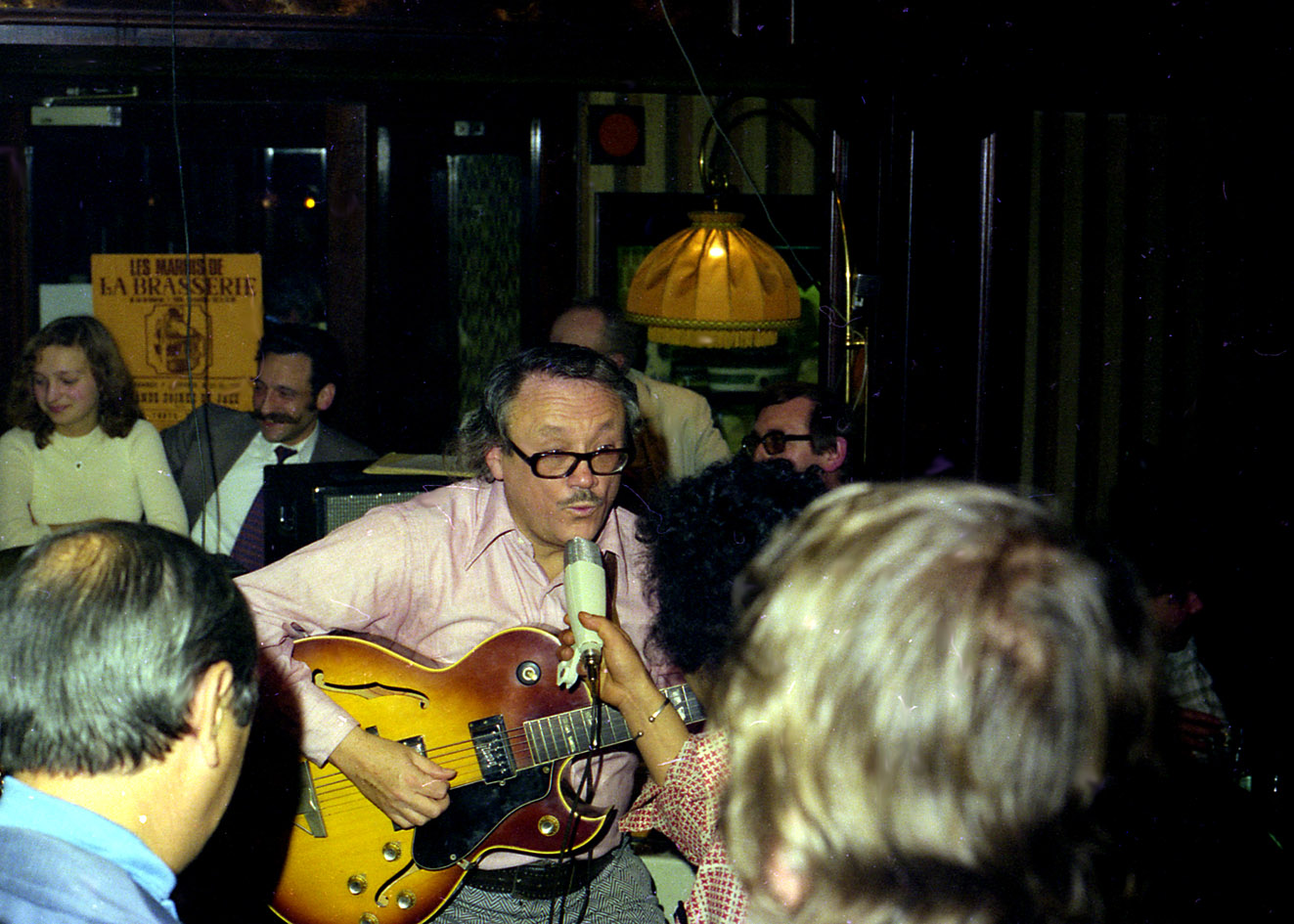
1975 год

Тильманс, возможно, оказал значительное воздействие на Джона Леннона в годы становления «Битлз». В 1959 году Леннон, выступая в немецком Гамбурге, порой заходил в клуб (иногда с Харрисоном), в котором выступал Тутс в составе квинтета Джорджа Ширинга. Леннон был очарован игрой Тутса, а также его гитарными предпочтениями: Тутс играл на американском короткомензурном «Рикенбэкере». Основываясь на услышанном, Леннон принял решение приобрести ольховый цвета «элдергло» «Рик 325 Капри» с тремя звукоснимателями и коротким грифом, о чём Джордж Харрисон расскажет через многие годы. Эта знаменитая гитара, став культовой, превратилась в своего рода «Святой Грааль» всех гитар. Леннон многократно вносил в неё доработки, включая перекраску в чёрный цвет «джетгло» в сентябре 1962 года, однако это именно та гитара, на которой он в 1964 году играл в составе «Битлз» на судьбоносных первом и третьем выступлениях в шоу Эда Салливана. Существует даже снимок, на котором Тильманс запечатлён на выставке «Рикенбэкер» с той самой гитарой, которой впоследствии владел Леннон.

## Награды и премии
Почётный доктор обоих Брюссельских свободных университетов. Барон (2001). В октябре 2008 года удостоен награды «Джаз мастер» (агентствл NEA, США).

## Избранная дискография
Наиболее значительные работы:
- The Sound (1955, Columbia Records)
- Man Bites Harmonica (1958, Riverside Records)
- Affinity (1979, Warner Bros., совместно с Б.Эвансом)
- Only Trust Your Heart (1988, Concord)
- Footprints (1991, Universal)
- The Brasil Project (1992, BMG)
- The Brasil Project vol 2. (1993, BMG)
- Compact Jazz (1993, Verve Records)
- East Coast, West Coast (1994, Private)
- Aquarela do Brasil (1995, Universal)
- Chez Toots (1998, Windham Hill)
- The Live Takes, volume 1 (2000, Quetzal)
- Hard to Say Goodbye, the very best of Toots Thielemans (2000, Universal)
- Toots Thielemans & Kenny Werner (2001, Universal)
- One More for the Road (2006, Verve Records)
- Оскар Питерсон — Live at the North Sea Jazz Festival, 1980, (1980, Pablo)
- The Salient One — 2LP 1973, COMMAND abc records RSSD-978/2